# Aci Sant’Antonio
Aci Sant’Antonio település Olaszországban, Szicília régióban, Catania megyében. Lakosainak száma 17 995 fő (2023. január 1.). Aci Sant’Antonio Aci Bonaccorsi, Aci Catena, Acireale, Valverde, Viagrande és Zafferana Etnea községekkel határos.

## Népesség
A település népességének változása:
| Lakosok száma | 18 052 | 18 076 | 17 995 |
|               | 2017   | 2018   | 2023   |